# Leptura aurulenta
Leptura aurulenta är en skalbaggsart som beskrevs av Fabricius 1793. Leptura aurulenta ingår i släktet Leptura och familjen långhorningar.
Artens utbredningsområde är:
- Luxemburg.
- Corsica.
- Frankrike.
- Portugal.
- Ukraina.

Arten har ej påträffats i Sverige. Inga underarter finns listade i Catalogue of Life.

## Bildgalleri

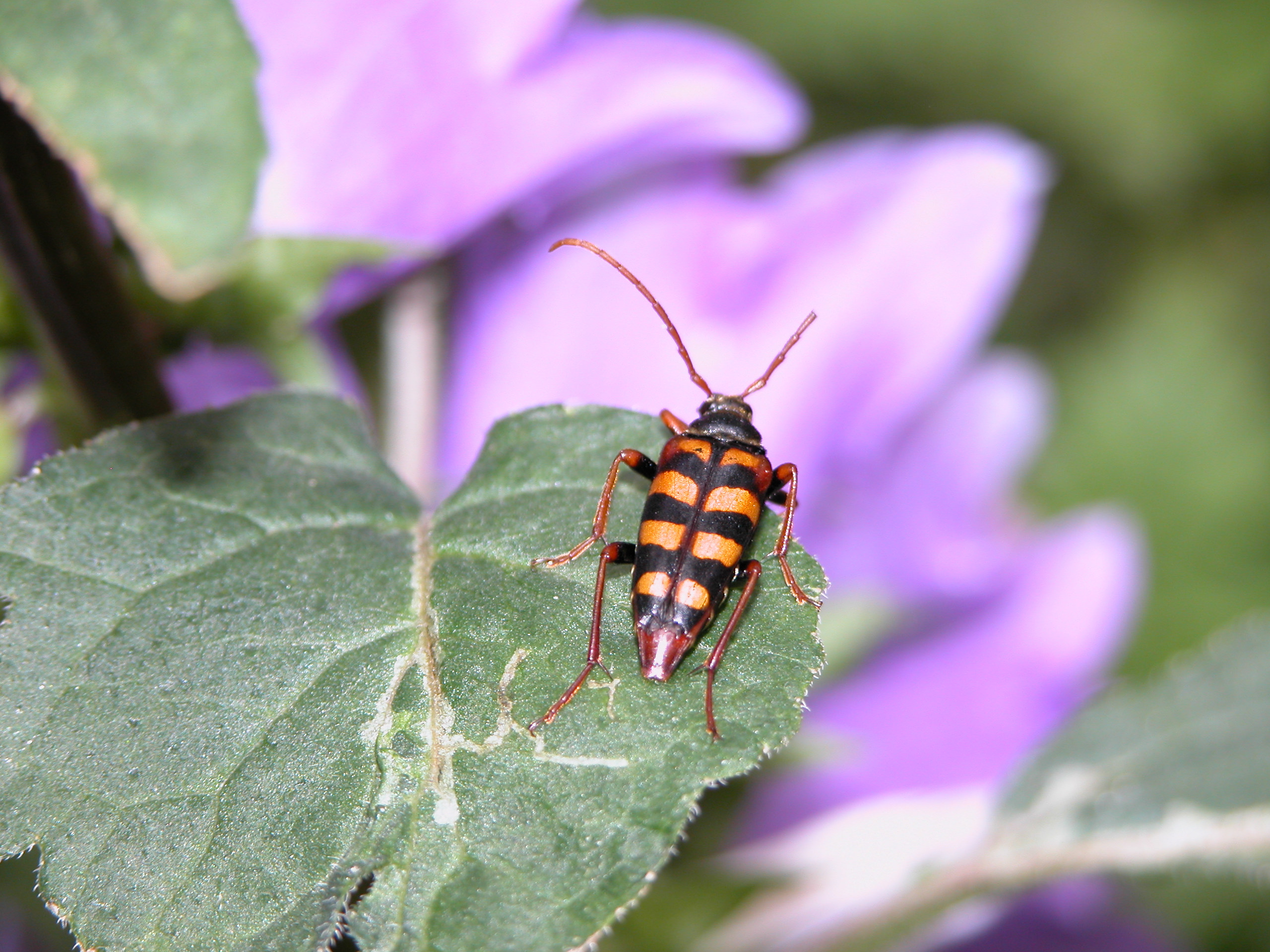
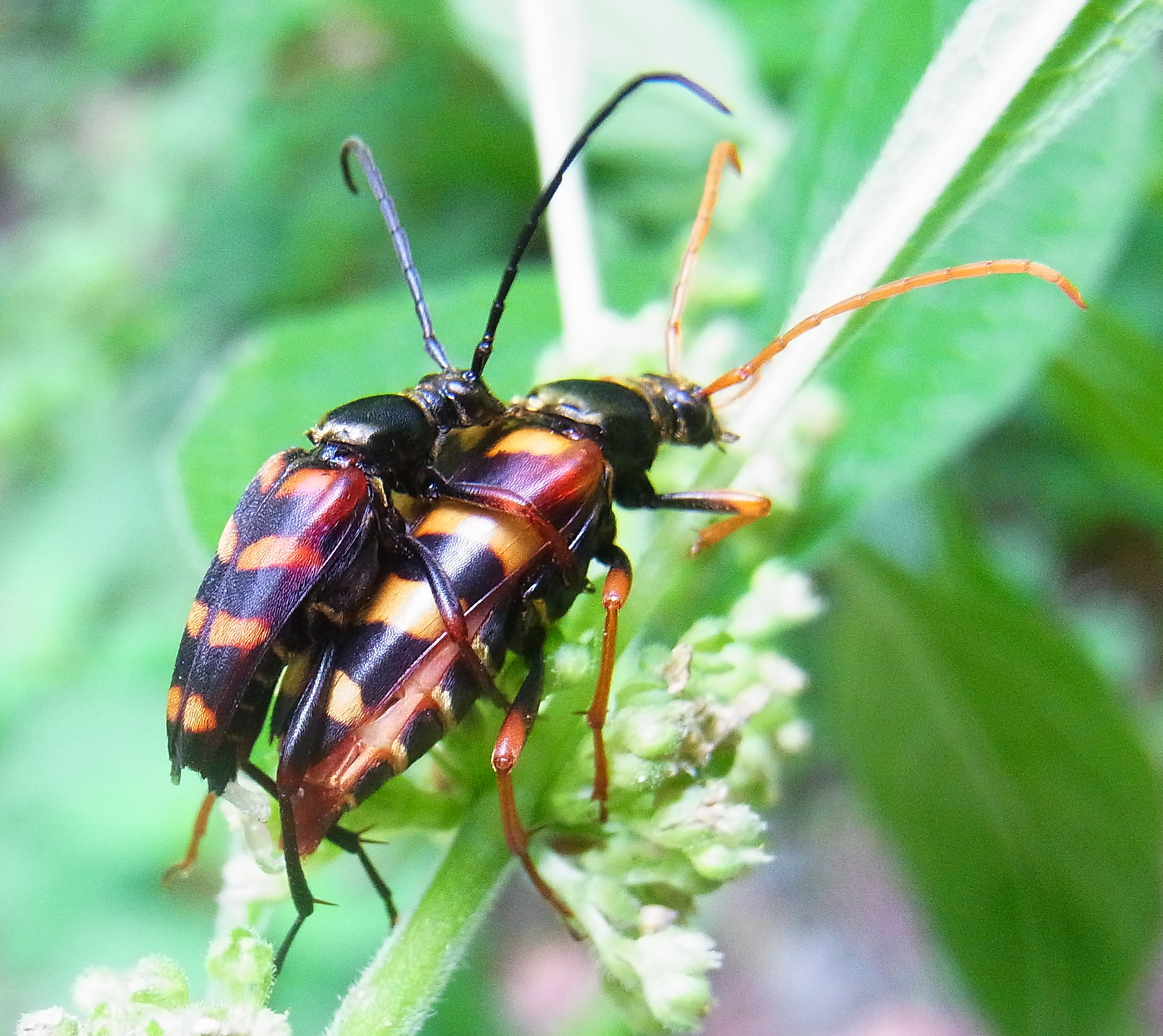
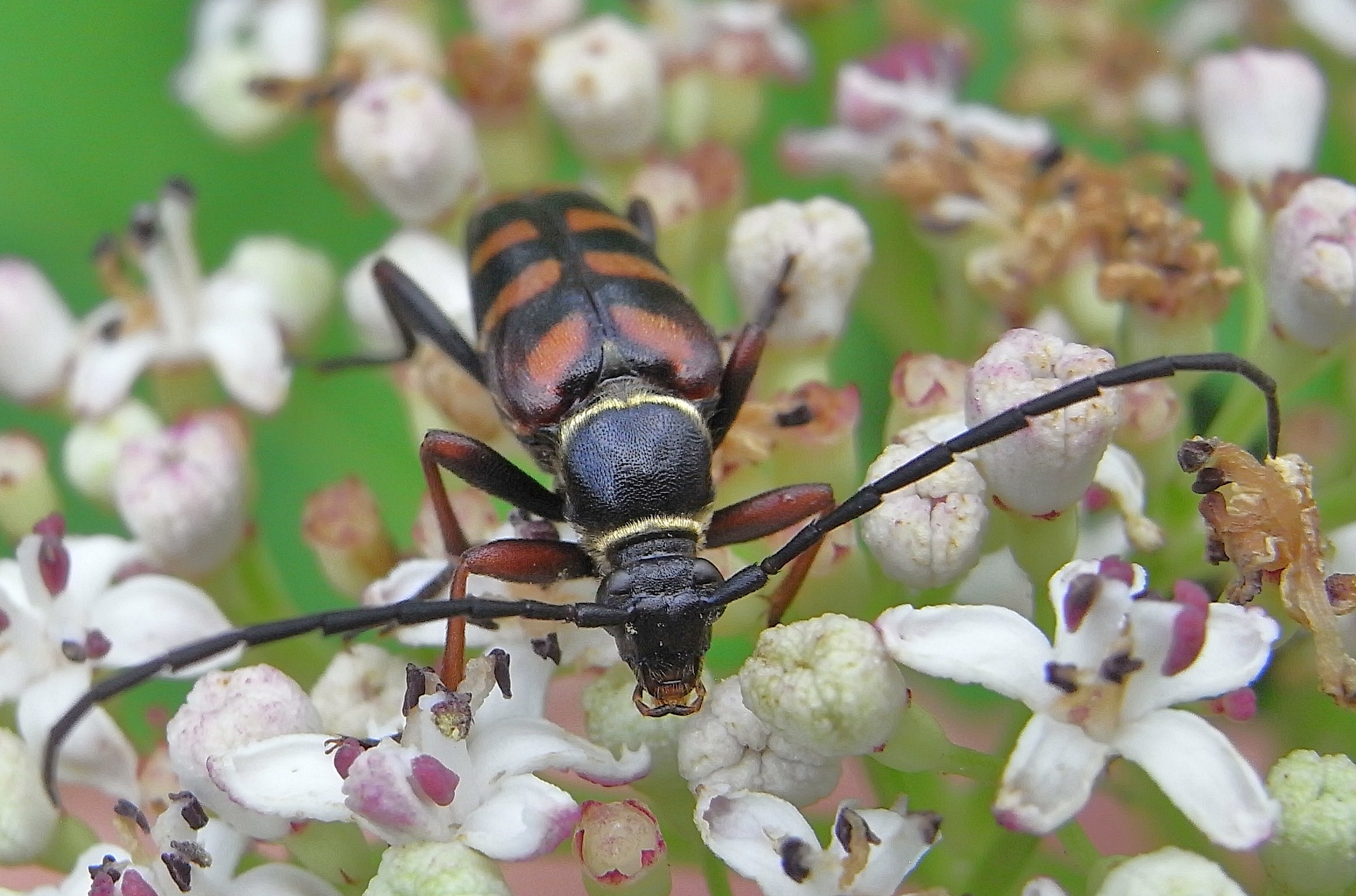
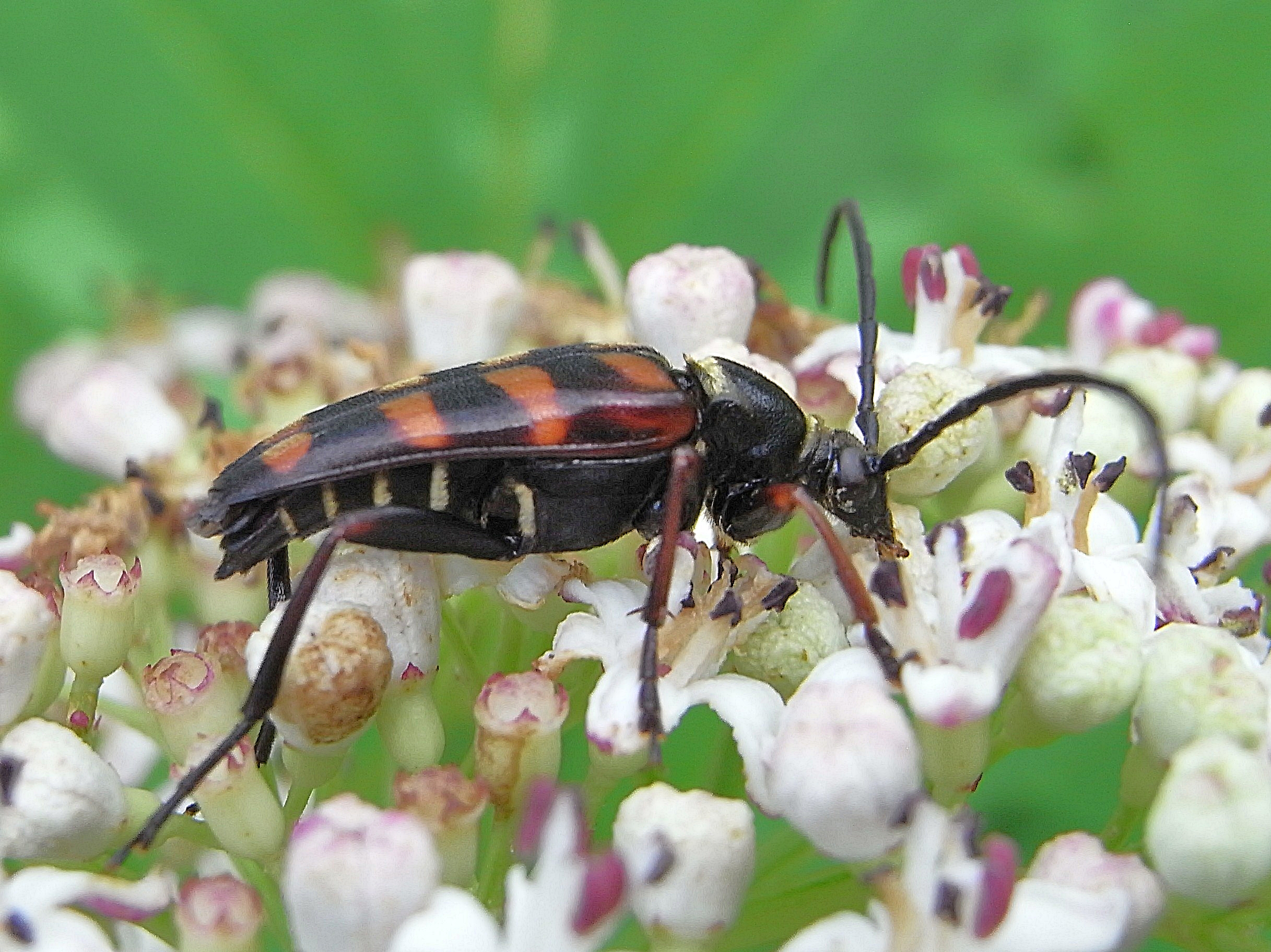
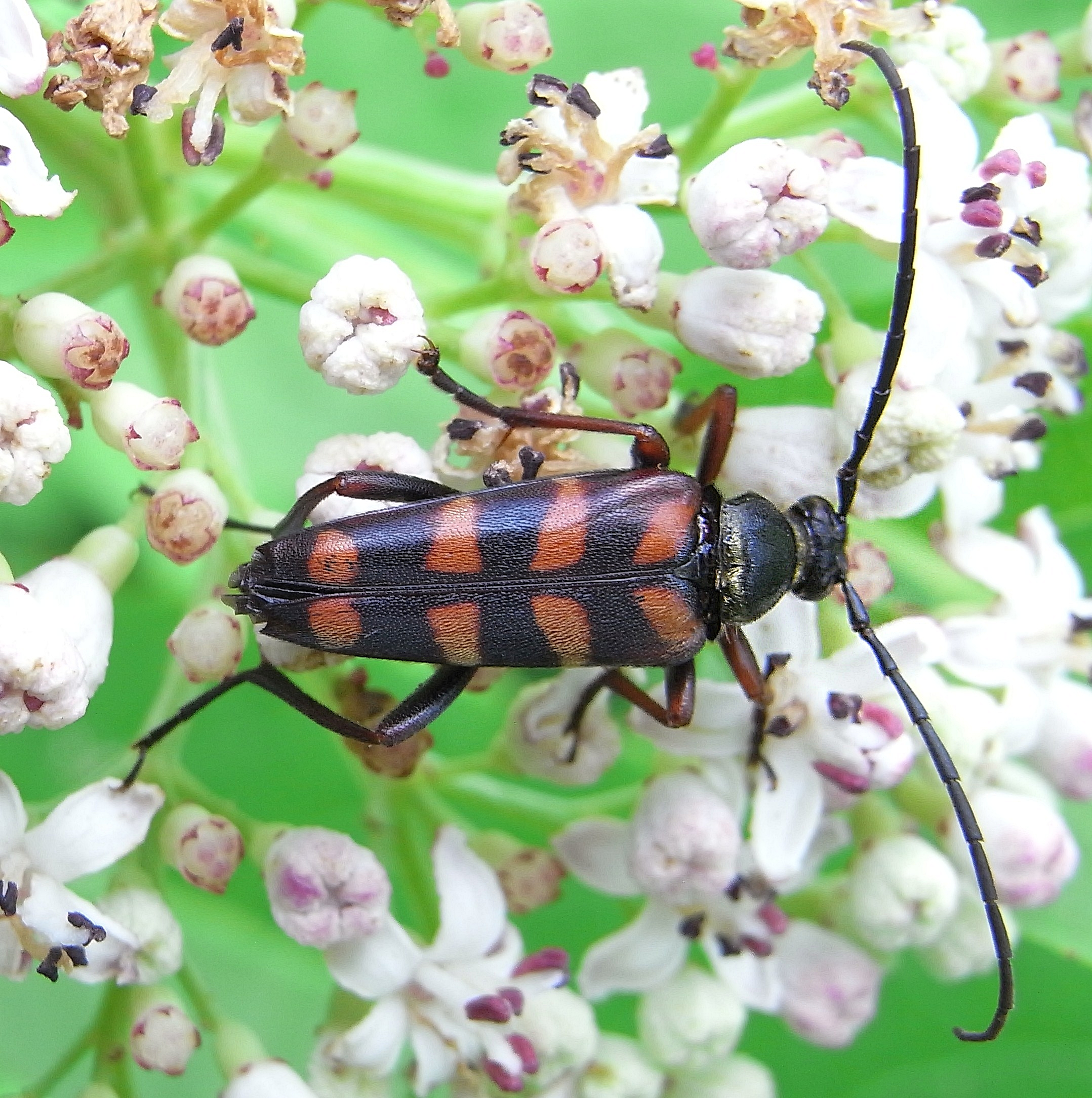
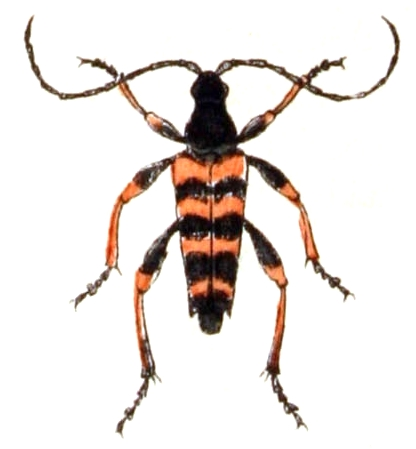